# Морская мифология у абхазов
Морская мифология у абхазов — традиционная мифология связанная с морем формировавшаяся у абхазского народа веками.

## Традиции и обычаи
Абхазы активно взаимодействовали с морем, как и у других народов в их воображении формировались мистические образы и мифологические существа якобы обитающие в водном пространстве чёрного моря. Абхазы в глубокой древности имели огромное количество обрядов, традиций и почитаний связанных с морём, практически сегодня ушедших в небытье.
Представители абхазского рода Ампар приносили жертвы морю
У наименьшего количества бзыпских крестьян сохранилась традиция запрещающая плевать детям в море и кидать камни туда.
У абхазских гребцов была песня с обращением к существу «нашхуари/иашхуары» (ашхуа-лодка на абхазском) часть её в 1960 записал учёный Ш. Д. Инал-ипа :
«Нашхуари, дыумгари!»
«Нашхуари дыумгари» — дословно, нашхуари почему бы тебе не забрать его?

## Мифологические существа
А-гнах-э-тнах (дословн. тянущий грех) — морское существо в виде быка или тумана.
Хайт — злое могучее абхазское существо живущее в море имеет свиту из 12 утопленников, ему вероятно и вправду приносили жертвы из людей, оно умрет от рук Абрскьыла после того как он первернет землю
Дзыдзлан — абхазское существо хорошо сохранившееся для наших дней по сравнению с другими, злая русалка.